# Pou de gel (la Palma de Cervelló)
El Pou de gel és una obra de la Palma de Cervelló (Baix Llobregat) inclosa a l'Inventari del Patrimoni Arquitectònic de Catalunya.

## Descripció
Excavació de forma esfèrica d'uns 3-4 m de diàmetre, amb revestit interior de pedra i calç i dues obertures, una a dalt petita i l'altra tangencial a la part de baix. El forat de baix és gran per poder treure el glaç còmodament.

## Història
L'època de construcció d'aquest tipus d'element és difícil d'establir. La seva funció era la de guardar neu o gel, i normalment es trobaven situats ran de marges alts o a mig aire completant amb terraplè la resta.